# Oskar-Morgenstern-Medaille
Die Oskar-Morgenstern-Medaille wird seit 2013 alle zwei Jahre von der  Fakultät für Wirtschaftswissenschaften der Universität Wien an herausragende Wirtschaftswissenschafter vergeben.

## Geschichte
Zur Ehrung des österreichischen Wirtschaftswissenschafters Oskar Morgenstern und zur Feier des 250-jährigen Bestehens der Fakultät wurde die Oskar-Morgenstern-Medaille gestiftet. Die Auszeichnung wurde 2013, anlässlich der Übersiedelung an die neue Adresse Oskar-Morgenstern-Platz 1, zum ersten Mal vergeben. Die Verleihung findet alle zwei Jahre an der Universität Wien bzw. in der Fakultät für Wirtschaftswissenschaften statt und ist mit 10.000 Euro dotiert.

## Preisträger
- 2013: Roger B. Myerson[2]
- 2015: Robert F. Engle[3]
- 2017: Ernst Fehr[4]
- 2019: Christopher Pissarides[5]
- 2021: Muriel Niederle[6]
- 2023: Thomas Piketty[7]